# Гіллсборо (Нью-Гемпшир)
Гіллсборо (англ. Hillsborough) — місто (англ. town) в США, в окрузі Гіллсборо штату Нью-Гемпшир. Населення — 5939 осіб (2020).

## Демографія
Згідно з переписом 2010 року, у місті мешкало 6011 осіб у 2392 домогосподарствах у складі 1614 родин. Було 2896 помешкань
Расовий склад населення:
| - 96,4 % — білих - 0,6 % — чорних або афроамериканців - 0,6 % — азіатів - 0,3 % — корінних американців |

До двох чи більше рас належало 1,8 %. Частка іспаномовних становила 1,4 % від усіх жителів.
За віковим діапазоном населення розподілялося таким чином: 24,8 % — особи молодші 18 років, 64,2 % — особи у віці 18—64 років, 11,0 % — особи у віці 65 років та старші. Медіана віку мешканця становила 38,6 року. На 100 осіб жіночої статі у місті припадало 98,9 чоловіків;  на 100 жінок у віці від 18 років та старших — 95,3 чоловіків також старших 18 років.
Середній дохід на одне домашнє господарство  становив 78 754 долари США (медіана — 70 513), а середній дохід на одну сім'ю — 84 942 долари (медіана — 76 548). Медіана доходів становила 62 089 доларів для чоловіків та 36 292 долари для жінок. За межею бідності перебувало 4,5 % осіб, у тому числі 3,7 % дітей у віці до 18 років та 2,5 % осіб у віці 65 років та старших.
Цивільне працевлаштоване населення становило 2861 особа. Основні галузі зайнятості: освіта, охорона здоров'я та соціальна допомога — 22,4 %, виробництво — 20,1 %, роздрібна торгівля — 10,5 %, фінанси, страхування та нерухомість — 7,5 %.